# Graues Sonnenröschen
Das Graue Sonnenröschen (Helianthemum canum)  ist eine Pflanzenart aus der Gattung der Sonnenröschen (Helianthemum) innerhalb der Familie der Zistrosengewächse (Cistaceae).

## Beschreibung

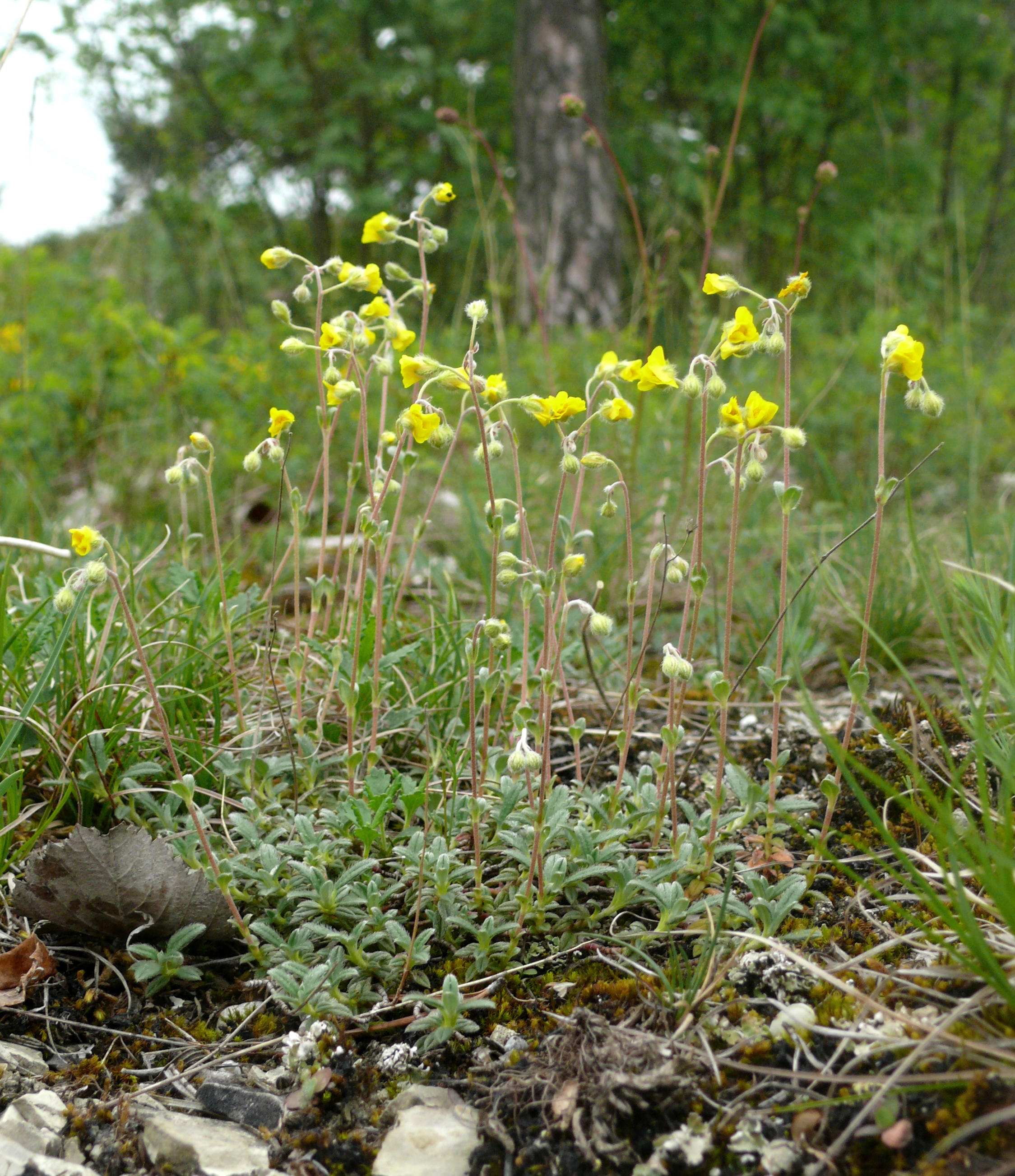
Habitus

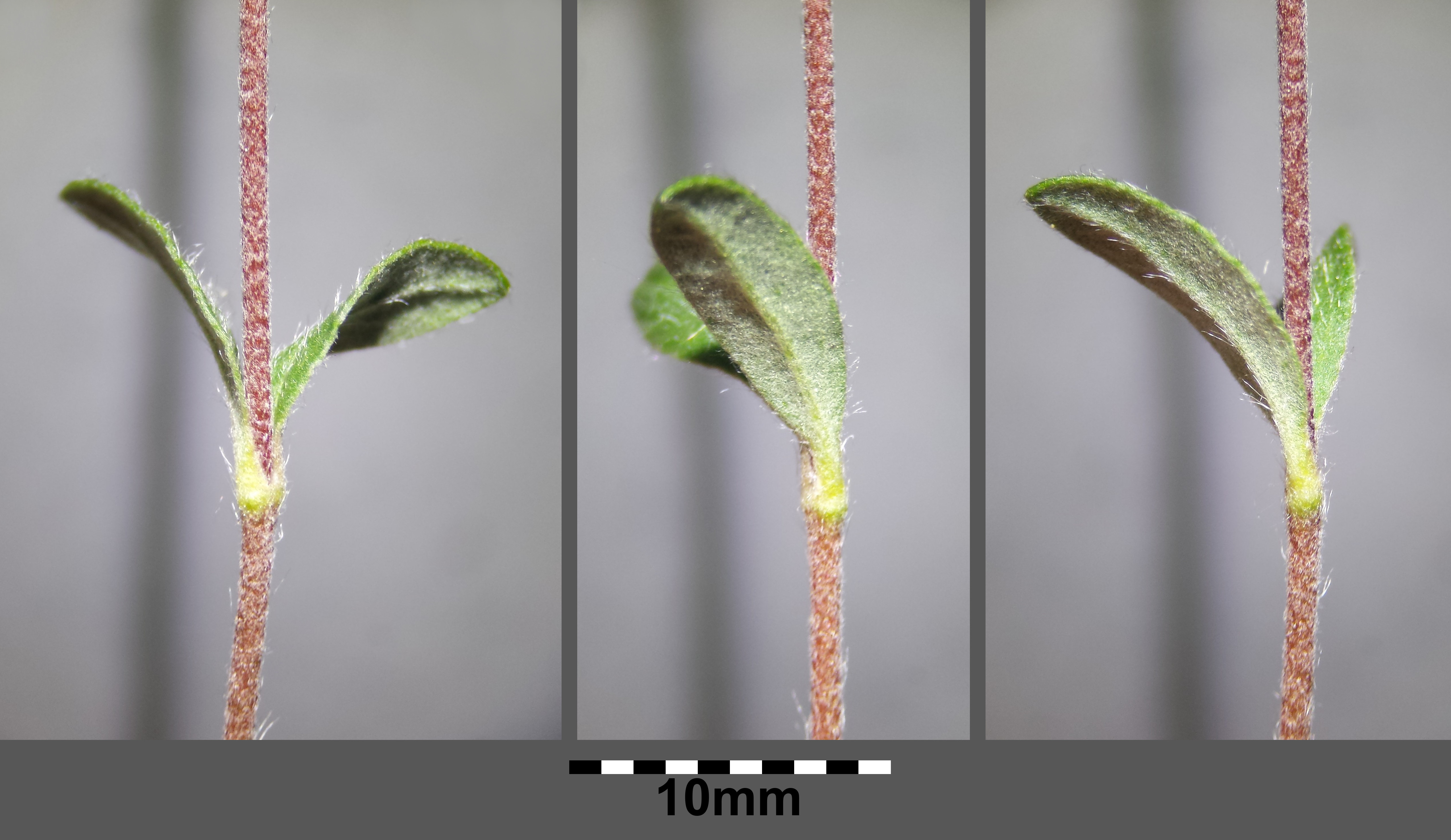
Stängel mit Laubblättern. Diese weisen keine Nebenblätter auf.

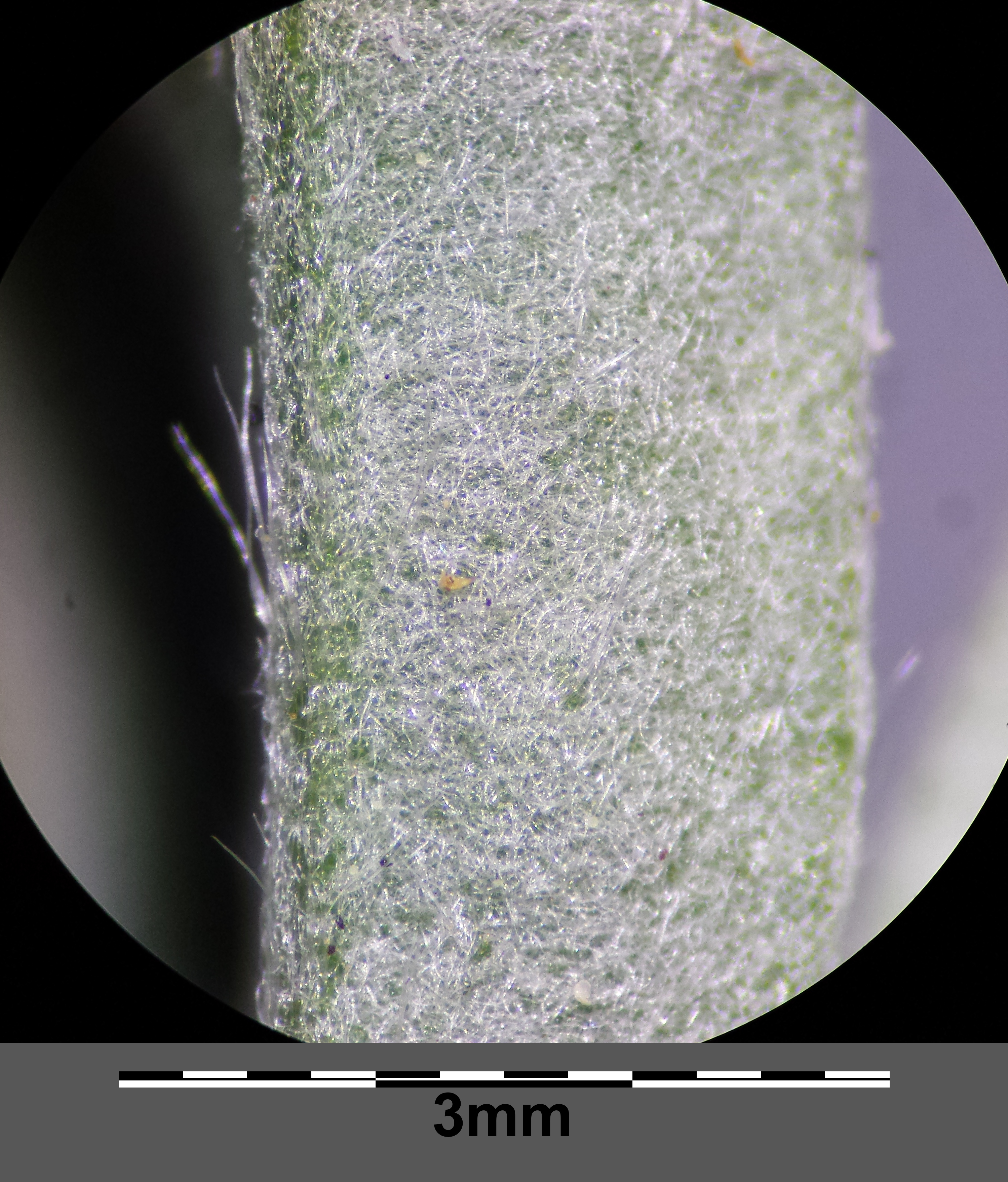
Die Laubblätter sind unterseits dicht graufilzig.

Das Graue Sonnenröschen ist in Bezug auf die Größe aller Teile, den Wuchs und die Behaarung (Indument) sehr veränderlich. In Unterfranken finden sich Formen, deren Laubblätter klein, dick und flachrandig sind und die unteren anderem dadurch starke Annäherungsformen an die nordeuropäische Art Helianthemum oelandicum darstellen.

### Erscheinungsbild und Blatt
Das Graue Sonnenröschen wächst als Halbstrauch und erreicht Wuchshöhen von 10 bis 20 Zentimetern. Die blütentragenden Äste sind meist aufrecht oder aufsteigend und locker oder dichter angedrückt filzig behaart. Die Laubblätter sind lineal- bis eilanzettlich geformt, bis zu 3 cm lang, etwa 6 mm breit und in einen kurzen, etwa 1 cm langen Stiel verschmälert. Sie sind beiderseits oder mindestens unterseits grau- bzw. weißfilzig behaart, am Rand auch büschelig. Nebenblätter sind in der Regel keine vorhanden. 

### Generative Merkmale
Die Blütezeit liegt im Mai und Juni. Die zwittrigen Blüten sind radiärsymmetrisch und fünfzählig. Die inneren Kelchblätter sind breit-eiförmig, stumpf oder spitz, die äußeren mehr linealisch geformt. Die Kronblätter sind gelb, selten auch gelblichweiß, etwa 3 bis 8 mm lang und bis doppelt so lang wie die inneren Kelchblätter. Der Griffel ist am Grund S-förmig gekrümmt und gegen die Spitze verdickt. Die Fruchtstiele stehen aufrecht oder waagerecht ab. 
Die lichtbraune Kapselfrucht ist eine dreikantig, eiförmig-kugelig und enthält mehrere Samen. Die rotbraunen Samen sind rundlich bis vieleckig und meist glatt.
Die Chromosomenzahl beträgt 2n = 22.

## Vorkommen
Helianthemum canum kommt in Mittel-, West- und Südeuropa vor; östlich bis Südrussland, Kleinasien und Armenien vordringend. Die größte Population in Westeuropa ist im Kalksteingebiet des Burren im Westen Irlands zu finden. Es ist ein submediterranes Florenelement. In Österreich kommt es im pannonischen Gebiet zerstreut vor, ansonsten ist es selten, in der Schweiz ist es allgemein zerstreut zu finden. Das Graue Sonnenröschen ist in Deutschland selten; es kommt in Thüringen, Unterfranken, Baden-Württemberg und im Saale-Unstrut-Gebiet im südlichen Sachsen-Anhalt vor.
Das Graue Sonnenröschen wächst auf Trockenrasen und in Kiefern-Trockenwäldern. Es gedeiht am besten auf warmen, kalkreichen und steinigen Böden. Es ist in Mitteleuropa eine Charakterart des Verbandes Xerobromion, kommt aber auch in Gesellschaften des Verbands Erico-Pinion vor. Es steigt in Südtirol bis 1080 Meter, im Schweizer Jura bis 1650 Meter Meereshöhe und im Wallis bis 1750 Meter auf.
Die ökologischen Zeigerwerte nach Landolt et al. 2010 sind in der Schweiz: Feuchtezahl F = 1 (sehr trocken), Lichtzahl L = 4 (hell), Reaktionszahl R = 5 (basisch), Temperaturzahl T = 4+ (warm-kollin), Nährstoffzahl N = 1 (sehr nährstoffarm), Kontinentalitätszahl K = 4 (subkontinental).

## Artenschutz
Gefährdung in Deutschland: Kategorie 3 = gefährdet. Das Graue Sonnenröschen ist nach der Bundesartenschutzverordnung (BArtSchV) „besonders geschützt“.

## Ökologie
Im Maintal wurden Wurzeltiefen von mehr als 75 Zentimeter beobachtet. Karl Bertsch beobachtete auf der Schwäbischen Alb am Schafberg zweierlei Blütenformen. Die kleinblütigere Form begann die Blüte erst zu öffnen, nachdem die großblütige Form schon abgeblüht war. Ähnliche Beobachtungen waren auch in Öland bei dem nur dort vorkommenden Öland-Sonnenröschen (Helianthemum oelandicum) gemacht worden.